# Lutah Maria Riggs

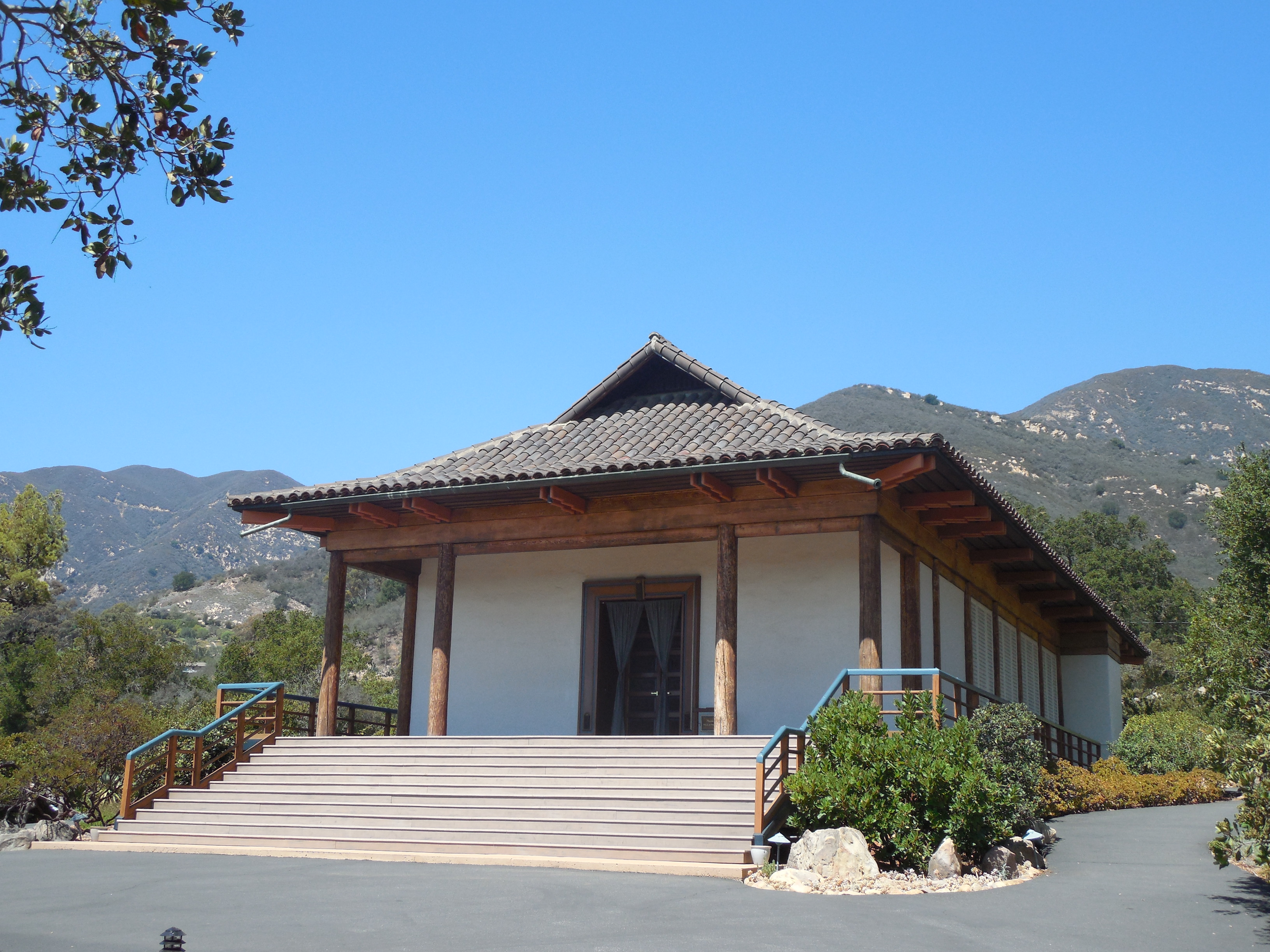
Temple Vedanta, 1956, Montecito, Califòrnia, Estats Units

Lutah Maria Riggs (Toledo, Ohio, Estats Units, 31 d'octubre de 1896 - Montecito, Califòrnia, Estats Units, 8 de març de 1984) va ser la primera arquitecta llicenciada de la ciutat nord-americana de Santa Bàrbara i la primera dona a ser nomenada membre de l'Institut Americà d'Arquitectes, de Califòrnia.

## Primers anys
De molt petita, després de l'abandonament per part del seu pare (el 1898) i la seva posterior defunció (l'any 1904), la seva mare va buscar el suport d'altres familiars per subsistir. L'any 1912 la seva mare va contreure matrimoni per segona vegada. Aquest fet va portar a la família a mudar-se a Indianapolis i posteriorment l'any 1914, a Santa Bàrbara.
El 1917, als seus vint-i-un anys, va treballar a temps parcial com a bibliotecària; aquest treball li va atorgar l'oportunitat de concursar per obtenir una beca i així iniciar els seus estudis a la Universitat de Califòrnia en Berkeley. El seu bon acompliment la va portar a obtenir un reconeixement que li va permetre finançar-se la resta de la carrera.

## Trajectòria
Va finalitzar els seus estudis l'any 1919, aquest mateix any va començar a treballar com a dibuixant a Susanville, al nord de Califòrnia amb l'arquitecte Ralph D. Taylor (s.f.). Al costat d'ell va dissenyar l'ampliació d'un hospital, una cabanya de muntanya, una llibreria pública i un banc, entre altres projectes. Durant la seva estada a Susanville, Riggs va apreciar l'obra de l'arquitecte George Washington Smith (1876–1930) en la revista Architectural Record, un dels principals exponents de l'estil Neocolonial en Santa Bàrbara.
L'any 1921 Riggs es va mudar novament a Santa Bàrbara per cuidar de la seva mare, per la qual cosa va decidir buscar l'oportunitat de treballar al costat de Smith a causa de la riquesa formal i històrica que havia percebut en les seves obres. Poc temps després de la seva primera trobada (en el qual Smith encara tenia les seves reserves amb relació a treballar amb una dona), ell va decidir, contractar-la com a dibuixant. Lutah M. Riggs es va convertir en cap de disseny i l'any 1924 va ser nomenada sòcia de la signatura.
Va col·laborar al costat de Smith en nombrosos projectes, entre els quals cal esmentar: “Teatre Lobero” (Santa Bàrbara, 1922 – 1924), en el qual se li atribueix el disseny de les columnes i capitells exteriors, el complex històric “El Paseo” (Montecito, 1925) i la residència Steedman (Montecito, 1925), també coneguda com a “Casa del Herrero”; l'any 1930 va ser ampliada per Riggs de manera independent, qui va dissenyar una biblioteca octogonal per a la família Steedman.
D'aquesta forma va consolidar la seva pràctica professional, va obtenir la seva llicència com a arquitecta independent l'any 1928 (convertint-se en la primera dona de Santa Bàrbara a obtenir-la). L'any 1930 va ser contractada per l'inversor Frank Vanderlip (1864–1937) per continuar la segona fase d'una urbanització en Palos Verdes, en la qual va dissenyar un camp de golf, nombrosos habitatges i una plaça. Aquest projecte va marcar l'inici de la seva pràctica independent.
Durant la dècada de 1930 va dissenyar un dels seus projectes més representatius: la residència del Baró Maximilian von Romberg a Montecito l'any 1938. En aquest mateix període es va unir a l'Institut Americà d'Arquitectes (AIA) el 1936. L'any 1939 va realitzar 18 dissenys, incloent-hi una petita cabanya colonial per Greta Garbo (1905–1990) a Los Angeles, envoltada de jardins que poguessin donar a l'actriu sueca la privadesa que sempre va buscar.
A la fi de la dècada de 1940, durant la postguerra, es va mudar a Los Angeles i va treballar dissenyant escenografies per a Metro-Goldwyn-Mayer, com l'escenografia de la pel·lícula El Retrat de Dorian Gray (1945).
L'any 1950 va tornar a Santa Bàrbara i va continuar la seva producció independent; durant aquesta segona etapa van predominar en les seves obres els espais exteriors i buidats, pòrtics, terrasses i jardins, utilitzant el cristall com a element integrador entre el joc interior i exterior. D'aquest període es destaquen projectes com la casa de platja de Robert Gross (1949), la residència d'Alice Erving (Santa Bàrbara, 1951), anomenada per la revista Los Angeles Times la “tenda de cristall” (glass tent), la residència Erdman (Santa Bàrbara, 1959) i dues residències per Wright Ludington, una en 1957 i la segona en 1974.
Durant aquest període Riggs va dissenyar una altra de les seves obres més significatives, el Temple Vendanta (Montecito, 1956), en el qual va col·laborar al costat de l'arquitecte Frank Lloyd Wright (1867–1959) en el disseny paisatgístic dels jardins.

## Obres
- (1922 -1924) Teatre Lobero. Santa Bàrbara, Califòrnia, Estats Units.
- (1925) Complex històric “El Passeig”. Montecito, Califòrnia, Estats Units.
- (1925) Residència Steedman, també coneguda com a “Casa del Herrero”. Montecito, Califòrnia, Estats Units.
- (1938) Residència del Baró Maximilian von Romberg. Montecito, Califòrnia, Estats Units. (considerada per alguns autors la seva obra mestra)
- (1905 -1990) Petita cabanya colonial per Greta Garbo. Los Angeles, Califòrnia, Estats Units.
- (1949) Casa de platja de Robert Gross. Santa Barbara, Califòrnia, Estats Units.[5]
- (1951) Residència d'Alice Erving. Santa Bàrbara, Califòrnia, Estats Units.
- (1959) Residència Erdman. Santa Bàrbara, Califòrnia, Estats Units.
- (1957) Residència per Wright Ludington.
- (1974) Residència per Wright Ludington.
- (1956) Temple Vendanta. Montecito, Califòrnia, Estats Units.

## Premis i reconeixements
Va ser nomenada com a Membre Honorari (“Fellow”) de l'Institut Americà d'Arquitectes (AIA) l'any 1960 (la primera arquitecta de Califòrnia a obtenir aquest títol).
Va ser nomenada Dona de l'any per la revista Los Angeles Times l'any 1967.
L'any 2013 es va fundar la societat "Lutah Maria Riggs", per commemorar la seva obra.